# Quercus rekonis
Quercus rekonis är en bokväxtart som beskrevs av William Trelease. Quercus rekonis ingår i släktet ekar, och familjen bokväxter. Inga underarter finns listade i Catalogue of Life.